# Safet Osja
Safet Osja (Scutari, 17 ottobre 1975) è un ex calciatore albanese, di ruolo difensore.